# Harry Burch
Pour les articles homonymes, voir Burch.
Temple de la renommée : 1974
Harry Wilfred Burch, dit Billy Burch, (né le 20 novembre 1900 à Yonkers ville de l'État de New York - mort le 30 novembre 1950) est un joueur professionnel de hockey sur glace. Il a joué onze saisons dans la Ligue nationale de hockey et est un des sept joueurs américains à être membre du Temple de la renommée du hockey.

## Carrière en club
Alors qu'il est encore très jeune, ses parents déménagent au Canada et il apprend à jouer au hockey sur les patinoires de Toronto. Il joue également au football canadien avec le Central YMCA et Lionel Conacher. En 1918, il joue pour le Parkdale Canoe Club de l'Association de hockey de l'Ontario, aujourd'hui Ligue de hockey de l'Ontario. Il joue alors aux côtés de Roy Worters et de Conacher et ensemble remportent la Coupe Memorial.
Après plusieurs saisons dans les ligues mineures, il signe en 1922 pour les Tigers de Hamilton de la Ligue nationale de hockey. Dès sa seconde saison dans la LNH, il est le sixième pointeur de la ligue avec 16 buts et 2 passes décisives en 24 matchs.
En 1925, il est le deuxième joueur de l'histoire à remporter le trophée Hart en tant que meilleur joueur de la saison. Lors de cette saison, avec Shorty Green, ils conduisent la première grève de joueurs de la LNH. Alors que l'équipe guidée par Burch est part favorite pour remporter la Coupe Stanley, les joueurs rencontrent le directeur général de la franchise, Percy Thompson, et lui demandent 200 CAD de plus pour jouer les séries éliminatoires. Le directeur général ne répond pas favorablement à leurs demandes et finalement, l'équipe est disqualifiée par Frank Calder, président de la LNH, le 13 mars 1935. Alors que plusieurs joueurs jurent qu'ils ne joueront plus jamais pour Thompson, la franchise est revendue pour devenir les Americans de New York.
Green prend sa retraite une saison plus tard et Burch est nommé capitaine de la nouvelle équipe des Americans, poste qu'il occupera pendant sept saisons. En 1927, il remporte le trophée Lady Byng pour son comportement exemplaire sur la glace. Encore une fois, il est le deuxième joueur a remporter le trophée et le premier vainqueur est, comme dans le cas du trophée Hart, Frank Nighbor des Sénateurs d'Ottawa.
En 1932-1933, il rejoint les Bruins de Boston puis les Black Hawks de Chicago pour sa dernière saison professionnelle. Il se retire après une blessure à la jambe vers la fin de la saison et est alors le dernier joueur à avoir joué avec les Tigers à prendre sa retraite. mort en 1950, il est admis à titre posthume au Temple de la renommée du hockey en 1974.

### Trophées et honneurs personnels
- Trophée Hart - 1925 avec les Tigers de Hamilton
- Trophée Lady Byng - 1927 avec les Americans de New York
- Admis au Temple de la renommée du hockey - 1974

## Statistiques
| Saison     | Équipe                 | Ligue      |     | Saison régulière | Saison régulière | Saison régulière | Saison régulière | Saison régulière |   | Séries éliminatoires | Séries éliminatoires | Séries éliminatoires | Séries éliminatoires | Séries éliminatoires |
| Saison     | Équipe                 | Ligue      | PJ  | B                | A                | Pts              | Pun              | PJ               | B | A                    | Pts                  | Pun                  |                      |                      |
| 1922-1923  | Tigers de Hamilton     | LNH        | 10  | 6                | 2                | 8                | 2                |                  |   |                      |                      |                      |                      |                      |
| 1923-1924  | Tigers de Hamilton     | LNH        | 24  | 16               | 2                | 18               | 4                |                  |   |                      |                      |                      |                      |                      |
| 1924-1925  | Tigers de Hamilton     | LNH        | 27  | 20               | 4                | 24               | 10               |                  |   |                      |                      |                      |                      |                      |
| 1925-1926  | Americans de New York  | LNH        | 36  | 22               | 3                | 25               | 33               |                  |   |                      |                      |                      |                      |                      |
| 1926-1927  | Americans de New York  | LNH        | 43  | 19               | 8                | 27               | 40               |                  |   |                      |                      |                      |                      |                      |
| 1927-1928  | Americans de New York  | LNH        | 32  | 10               | 2                | 12               | 34               |                  |   |                      |                      |                      |                      |                      |
| 1928-1929  | Americans de New York  | LNH        | 44  | 11               | 5                | 16               | 45               | 2                | 0 | 0                    | 0                    | 0                    |                      |                      |
| 1929-1930  | Americans de New York  | LNH        | 35  | 7                | 3                | 10               | 22               |                  |   |                      |                      |                      |                      |                      |
| 1930-1931  | Americans de New York  | LNH        | 44  | 14               | 8                | 22               | 35               |                  |   |                      |                      |                      |                      |                      |
| 1931-1932  | Americans de New York  | LNH        | 48  | 7                | 15               | 22               | 20               |                  |   |                      |                      |                      |                      |                      |
| 1932-1933  | Bruins de Boston       | LNH        | 23  | 3                | 1                | 4                | 4                |                  |   |                      |                      |                      |                      |                      |
| 1932-1933  | Black Hawks de Chicago | LNH        | 24  | 2                | 0                | 2                | 2                |                  |   |                      |                      |                      |                      |                      |
| Totaux LNH | Totaux LNH             | Totaux LNH | 390 | 137              | 53               | 190              | 251              | 2                | 0 | 0                    | 0                    | 0                    |                      |                      |